# Gradec (opčina)
Gradec je vesnice a správní středisko stejnojmenné opčiny v Chorvatsku v Záhřebské župě. Nachází se asi 5 km severovýchodně od Vrbovce a asi 43 km severovýchodně od centra Záhřebu. V roce 2011 žilo v Gradci 461 obyvatel, v celé opčině pak 3 681 obyvatel. Ačkoliv největší vesnicí v opčině je Haganj, správním střediskem opčiny je Gradec.
Součástí opčiny je celkem 20 trvale obydlených vesnic. Největšími vesnicemi v opčině jsou Haganj, Gradečki Pavlovec, Gradec a Cugovec.
- Buzadovac – 109 obyvatel
- Cugovec – 391 obyvatel
- Festinec – 65 obyvatel
- Fuka – 99 obyvatel
- Grabrić – 89 obyvatel
- Gradec – 461 obyvatel
- Gradečki Pavlovec – 473 obyvatel
- Haganj – 504 obyvatel
- Lubena – 124 obyvatel
- Mali Brezovec – 77 obyvatel
- Podjales – 202 obyvatel
- Pokasin – 66 obyvatel
- Potočec – 88 obyvatel
- Remetinec – 67 obyvatel
- Repinec – 240 obyvatel
- Salajci – 72 obyvatel
- Stari Glog – 104 obyvatel
- Tučenik – 103 obyvatel
- Veliki Brezovec – 189 obyvatel
- Zabrđe – 158 obyvatel

Opčinou prochází silnice D28.